# Feds Watching
Feds Watching è un singolo del rapper 2 Chainz, pubblicato nel 2013 ed estratto dal suo secondo album in studio B.O.A.T.S. II: Me Time. Il brano vede la partecipazione di Pharrell Williams nelle vesti di interprete e produttore.

## Video musicale
Il video musicale della canzone è stato diretto da Ryan Hope.

## Tracce
1. Feds Watching (feat. Pharrell Williams) – 4:10